# 128 Nemesis
Nemesis /ˈnɛmɪsɪs/ (định danh hành tinh vi hình: 128 Nemesis) là một tiểu hành tinh rất lớn và rất tối ở vành đai chính. Thành phần cấu tạo của nó là cacbonat. Nó quay khá chậm, phải mất khoảng 78 giờ (ở Trái Đất) mới xong một vòng. Nó là tiểu hành tinh lớn nhất thuộc nhóm tiểu hành tinh mang tên Nemesis. Ngày 25 tháng 11 năm 1872, nhà thiên văn học người Mỹ gốc Canada James C. Watson phát hiện tiểu hành tinh Nemesis và đặt tên nó theo Nemesis, nữ thần trả thù trong thần thoại Hy Lạp. Nemesis cũng là tên của một ngôi sao giả thuyết không tồn tại thuộc hệ Mặt Trời.
Từ năm 2005 đến năm 2021, 128 Nemesis đã được quan sát thấy 8 lần che khuất sao.

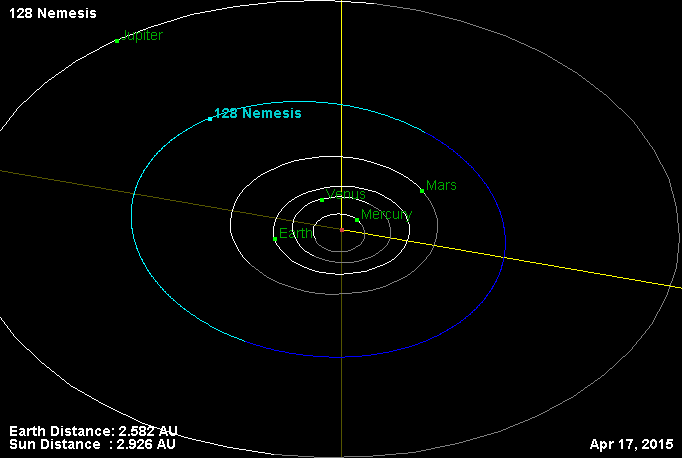
Quỹ đạo của Nemesis